# Nemoraea infoederata
Nemoraea infoederata là một loài ruồi trong họ Tachinidae.